# Juan Gisbert
Juan Gisbert (Barcelona, 5 de abril de 1942) es un exjugador de tenis español

## Biografía
Gisbert jugó tanto como amateur como profesional, destacándose a fines de los años 1960 y comienzos de los años 1970. Desde la aparición de la Era Abierta, logró un solo título oficial pero se lo recuerda más por haber llegado a la final del Campeonato Australiano en 1968. Este fue el último Grand Slam jugado por amateurs. A pesar de que ese año se instauró en el tenis la participación de profesionales en los torneos, la federación australiana (una institución muy conservadora) decidió seguir con el amateurismo por lo que los grandes jugadores de la época como Santana, Emerson, Newcombe o Roche no participaron. Así el cuadro quedó conformado por un 90% de jugadores australianos, y Gisbert perdió en la final ante el también relativamente desconocido William Bowrey en 4 sets. Su otra final importante fue en el torneo de Cincinnati en 1971. En la modalidad de dobles consiguió 20 títulos.
Fue una pieza fundamental del equipo español de Copa Davis durante las décadas del 60 y 70. Participó en la final ante Australia en 1965, perdiendo sus dos partidos de individuales. En 1967 formó parte del equipo que también llegó a la final, pero no participó en la misma. Allí consiguió un gran triunfo en primera ronda sobre el rumano Ilie Nastase en una reñida eliminatoria que culminó con 3-2 para España. En su país se le conoce por sus partidos memorables de Copa Davis, como el que le ganó al soviético Alex Metreveli en la eliminatoria contra la URSS en Barcelona en 1967, después de estar dos sets a uno abajo y levantar 3 match points con 1-5 en contra en el cuarto set, así como por sus derrotas increíbles, entre ellas una ante el ignoto checoslovaco Frantisek Pala por 6-0 6-1 6-1 en 1971 por la final de la zona europea

## Títulos en la Era Abierta (1)

### Individuales (1)
| Grand Slam (0) |
| ATP Tour (1)   |

| N.º | Fecha              | Torneo              | Superficie | Oponente en la final | Resultado   |
| --- | ------------------ | ------------------- | ---------- | -------------------- | ----------- |
| 1.  | 4 de marzo de 1975 | Shreveport, EE. UU. |            | Wojtek Fibak         | 6-3 5-7 6-1 |

### Finalista en individuales (6)
- 1968: Australian Chps. (pierde ante Bill Bowrey)
- 1971: Cincinnati (pierde ante Stan Smith)
- 1972: New York (pierde ante Stan Smith)
- 1974: Cedar Grove (pierde ante Ilie Nastase)
- 1974: Tokio-1 (pierde ante Rod Laver)
- 1975: Barcelona (pierde ante Ilie Nastase)